# Campionato europeo maschile di pallacanestro Under-18 1996
Il 17º Campionato europeo di pallacanestro maschile Under-18 (noto anche come FIBA Europe Under-18 Championship 1996) si è svolto in Francia, presso Auch, Lourdes, e Tarbes, dal 7 al 14 luglio 1996.

## Squadre partecipanti
- Belgio
- Francia
- Grecia
- Italia
- Romania
- Lituania

- Turchia
- Russia
- Croazia
- Germania
- Spagna
- Jugoslavia

## Primo turno
Le squadre sono divise in 2 gruppi da 6 squadre ciascuno, con gironi all'italiana. Le prime quattro si qualificano per la fase successiva ad eliminazione diretta, mentre le ultime giocano per il 9-12 posto.

### Gruppo A
| Team        | Pt | V - P | PF - PS   | Dp   |
| ----------- | -- | ----- | --------- | ---- |
| 1. Croazia  | 10 | 5 - 0 | 443 - 357 | +86  |
| 2. Francia  | 9  | 4 - 1 | 412 - 299 | +113 |
| 3. Grecia   | 7  | 2 - 3 | 386 - 360 | +26  |
| 4. Germania | 7  | 2 - 3 | 355 - 351 | +4   |
| 5. Lituania | 7  | 2 - 3 | 365 - 402 | -37  |
| 6. Romania  | 5  | 0 - 5 | 332 - 443 | -111 |

### Gruppo B
| Team          | Pt | V - P | PF - PS   | Dp  |
| ------------- | -- | ----- | --------- | --- |
| 1. Belgio     | 9  | 4 - 1 | 375 - 369 | +8  |
| 2. Jugoslavia | 8  | 3 - 2 | 377 - 345 | +32 |
| 3. Turchia    | 8  | 3 - 2 | 336 - 327 | +9  |
| 4. Italia     | 7  | 2 - 3 | 329 - 333 | -4  |
| 5. Spagna     | 7  | 2 - 3 | 394 - 398 | -4  |
| 6. Russia     | 6  | 1 - 4 | 354 - 393 | -39 |

## Fase a eliminazione diretta

### Tabellone 1º-4º posto
|  | Semifinali 1º/4º posto | Semifinali 1º/4º posto | Semifinali 1º/4º posto |         |         | Finale 1º/2º posto | Finale 1º/2º posto | Finale 1º/2º posto |  |
|  |                        |                        |                        |         |         |                    |                    |                    |  |
|  | Jugoslavia             | Jugoslavia             | 63                     |         |         |                    |                    |                    |  |
|  | Jugoslavia             | Jugoslavia             | 63                     |         |         |                    |                    |                    |  |
|  | Croazia                | Croazia                | 72                     |         |         |                    |                    |                    |  |
|  | Croazia                | Croazia                | 72                     |         | Croazia | Croazia            | 64                 |                    |  |
|  |                        |                        |                        |         | Croazia | Croazia            | 64                 |                    |  |
|  |                        |                        | Francia                | Francia | 51      |                    |                    |                    |  |
|  | Francia                | Francia                | Francia                | Francia | 51      | 70                 |                    |                    |  |
|  | Francia                | Francia                |                        |         |         | 70                 |                    |                    |  |
|  | Belgio                 | Belgio                 | 45                     |         |         | Finale 3º/4º posto | Finale 3º/4º posto | Finale 3º/4º posto |  |
|  | Belgio                 | Belgio                 | 45                     |         |         |                    |                    |                    |  |
|  |                        |                        |                        |         |         |                    |                    |                    |  |
|  |                        |                        |                        |         |         | Jugoslavia         | Jugoslavia         | 77                 |  |
|  |                        |                        |                        |         |         | Jugoslavia         | Jugoslavia         | 77                 |  |
|  |                        |                        |                        |         |         | Belgio             | Belgio             | 60                 |  |

### Tabellone 5º-8º posto
|  | Semifinali 5º/8º posto | Semifinali 5º/8º posto | Semifinali 5º/8º posto |        |         | Finale 5º/6º posto | Finale 5º/6º posto | Finale 5º/6º posto |  |
|  |                        |                        |                        |        |         |                    |                    |                    |  |
|  | Turchia                | Turchia                | 80                     |        |         |                    |                    |                    |  |
|  | Turchia                | Turchia                | 80                     |        |         |                    |                    |                    |  |
|  | Germania               | Germania               | 75                     |        |         |                    |                    |                    |  |
|  | Germania               | Germania               | 75                     |        | Turchia | Turchia            | 63                 |                    |  |
|  |                        |                        |                        |        | Turchia | Turchia            | 63                 |                    |  |
|  |                        |                        | Italia                 | Italia | 55      |                    |                    |                    |  |
|  | Grecia                 | Grecia                 | Italia                 | Italia | 55      | 67                 |                    |                    |  |
|  | Grecia                 | Grecia                 |                        |        |         | 67                 |                    |                    |  |
|  | Italia                 | Italia                 | 69                     |        |         | Finale 7º/8º posto | Finale 7º/8º posto | Finale 7º/8º posto |  |
|  | Italia                 | Italia                 | 69                     |        |         |                    |                    |                    |  |
|  |                        |                        |                        |        |         |                    |                    |                    |  |
|  |                        |                        |                        |        |         | Germania           | Germania           | 59                 |  |
|  |                        |                        |                        |        |         | Germania           | Germania           | 59                 |  |
|  |                        |                        |                        |        |         | Grecia             | Grecia             | 91                 |  |

### Tabellone dal 9º al 12º posto
|  | Semifinali 9º/12º posto | Semifinali 9º/12º posto | Semifinali 9º/12º posto |        |        | Finale 9º/10º posto  | Finale 9º/10º posto  | Finale 9º/10º posto  |  |
|  |                         |                         |                         |        |        |                      |                      |                      |  |
|  | Spagna                  | Spagna                  | 67                      |        |        |                      |                      |                      |  |
|  | Spagna                  | Spagna                  | 67                      |        |        |                      |                      |                      |  |
|  | Romania                 | Romania                 | 56                      |        |        |                      |                      |                      |  |
|  | Romania                 | Romania                 | 56                      |        | Spagna | Spagna               | 79                   |                      |  |
|  |                         |                         |                         |        | Spagna | Spagna               | 79                   |                      |  |
|  |                         |                         | Russia                  | Russia | 56     |                      |                      |                      |  |
|  | Lituania                | Lituania                | Russia                  | Russia | 56     | 60                   |                      |                      |  |
|  | Lituania                | Lituania                |                         |        |        | 60                   |                      |                      |  |
|  | Russia                  | Russia                  | 78                      |        |        | Finale 11º/12º posto | Finale 11º/12º posto | Finale 11º/12º posto |  |
|  | Russia                  | Russia                  | 78                      |        |        |                      |                      |                      |  |
|  |                         |                         |                         |        |        |                      |                      |                      |  |
|  |                         |                         |                         |        |        | Romania              | Romania              | 92                   |  |
|  |                         |                         |                         |        |        | Romania              | Romania              | 92                   |  |
|  |                         |                         |                         |        |        | Lituania             | Lituania             | 70                   |  |

## Classifica finale
| Campione d'Europa | Campione d'Europa | Campione d'Europa |
| ----------------- | ----------------- | ----------------- |
| Croazia           |                   |                   |
| Argento           | Francia           |                   |
| Bronzo            | Jugoslavia        |                   |
| 4.                | Belgio            |                   |
| 5.                | Turchia           |                   |
| 6.                | Italia            |                   |
| 7.                | Grecia            |                   |
| 8.                | Germania          |                   |
| 9.                | Spagna            |                   |
| 10.               | Russia            |                   |
| 11.               | Romania           |                   |
| 12.               | Lituania          |                   |